# Gilles Lalay
Gilles Lalay (Peyrat-le-Château, 21 de marzo de 1962-Pointe-Noire, 7 de enero de 1992) fue un piloto de motos francés, ganador del Rally Dakar en 1989.
Fue diez veces campeón de Francia de enduro entre 1979 y 1990, subcampeón de Europa en 1983 y 1984 y campeón del Mundo en 1985 y 1988.

## Fallecimiento
Falleció el 7 de enero de 1992 en Lumombo (República del Congo), mientras competía en el Dakar, a consecuencia de una caída, atropellado por un vehículo de asistencia médica. Por ese motivo el equipo completo se retiró.

## Palmarés
- Vencedor del Rally Dakar en 1989.
- Vencedor del Rally del Atlas en 1986, 1987 y 1989.

## Resultados

### Rally Dakar
| Año     | Categoría | Vehículo | Posición | Etapas |
| ------- | --------- | -------- | -------- | ------ |
| 1985    | Motos     | Honda    | 15.º     | 2      |
| 1986    | Motos     | Honda    | 2.º      | -      |
| 1987    | Motos     | Honda    | Ret.     | 2      |
| 1988    | Motos     | Honda    | 3.º      | -      |
| 1989    | Motos     | Honda    | 1.º      | 3      |
| 1990    | Motos     | Suzuki   | Ret.     | -      |
| 1991    | Motos     | Yamaha   | 2.º      | 2      |
| 1992    | Motos     | Yamaha   | QEPD     | -      |
| Fuente: |           |          |          |        |